# Kathrin M. Möslein
Kathrin M. Möslein (* 4. Mai 1966 in Mittelfranken) ist eine deutsche Wirtschaftswissenschaftlerin und Hochschullehrerin mit dem Forschungsschwerpunkt Innovation und Führung.

## Biographie
Kathrin M.  Möslein studierte Informatik mit Nebenfach Wirtschaftswissenschaften an der
Technischen Universität München (TU München), der Ludwig-Maximilians-Universität München (LMU) und der Eidgenössischen Technischen Hochschule Zürich. Das Studium schloss sie 1993 als  Diplom-Informatikerin an der TU München ab; dort wurde sie 1999 promoviert.  2004 folgten Habilitation und venia legendi für Betriebswirtschaftslehre an der TU München. Von 2003 bis 2005 wirkte Kathrin M. Möslein als Associate Director am Aufbau des Advanced Institute of Management Research (AIM) an der London Business School mit. 2005 folgte die Übernahme des Lehrstuhls für Strategisches Management und Organisation an der Handelshochschule Leipzig (HHL), 2006 die Gründung des Center for Leading Innovation & Cooperation (CLIC) an der Handelshochschule Leipzig. Seit 2007 ist Kathrin M. Möslein Inhaberin des Lehrstuhls für Betriebswirtschaftslehre, insbesondere industrielle Informationssysteme mit Schwerpunkt Innovation und Wertschöpfung, an der Friedrich-Alexander-Universität Erlangen-Nürnberg. Seit 2008 hat sie zudem eine Forschungsprofessur an der Handelshochschule Leipzig inne und wirkt weiterhin als Akademische Direktorin des Center for Leading Innovation & Cooperation (CLIC).

## Tätigkeitsfelder
Die Forschungs- und Arbeitsschwerpunkte von Kathrin M. Möslein liegen in den Bereichen der strategischen Innovation, Kooperation und Führung sowie ihrer IT-Unterstützung im Unternehmen. Möslein ist dabei bewusst mehr in der anwendungsbezogenen als in der Grundlagenforschung aktiv. Lehrveranstaltungen behandeln Fragen der interaktiven Wertschöpfung, des Innovationsdesigns sowie der Entwicklung und Umsetzung von Innovationsstrategien und Führungssystemen.
Kathrin M. Möslein war zudem Gründungsmitglied und wiederholt Vize-/Präsidentin der European Academy of Management (EURAM). In Anerkennung für ihr Engagement wurde ihr, wie anderen (ehemaligen) Präsidenten der EURAM, eine gut dotierte EURAM Fellowship zuteil.
Stand 2023 ist sie auch die „Vizepräsidentin Outreach“ ihrer mittelfränkischen Universität. Möslein hat auch das sehr erfolgreiche Innovationslabor JOSEPHS® im Herzen der Nürnberger Innenstadt begründet. Dieses Projekt war so erfolgreich, dass es auch in brand eins präsentiert wurde.
Seit 2014 ist Möslein Mitglied des Aufsichtsrats der InterFace AG.

## Schriften (Auswahl)
- K. M. Möslein: Organisation und Visualisierung. Dissertationsschrift. Technische Universität München, München 1999.
- R. Reichwald, K. M. Möslein, H. Sachenbacher, H. Englberger: Telekooperation: Verteilte Arbeits- und Organisationsformen. 2., neubearb. Auflage.  Springer, Berlin / Heidelberg / New York 2000.
- K. M. Möslein: Bilder in Organisationen: Wandel, Wissen und Visualisierung. Gabler-DUV, Wiesbaden 2000.
- K. M. Möslein: Die Generierung von Managementwissen im Spannungsfeld von Unternehmen und Markt. Habilitationsschrift. Technische Universität München, 2004.
- K. M. Möslein: Der Markt für Managementwissen: Wissensgenerierung im Zusammenspiel von Wirtschaftswissenschaft und Wirtschaftspraxis. Gabler-DUV, Wiesbaden 2005, ISBN 3-8244-8341-6.
- K. M. Möslein, E. E. Matthaei: Strategies for innovators: HHL Open School Case Book. Gabler Verlag, Wiesbaden 2009, ISBN 978-3-8349-0761-5.
- A. S. Huff, K. M. Möslein, R. Reichwald (Hrsg.): Leading Open Innovation. The MIT Press, Cambridge 2013.
- A. Fritzsche, J. M. Jonas, A. Roth, K. M. Möslein (Hrsg.): Innovating in the Open Lab. The new potential for interactive value creation across organizational boundaries. De Gruyter, Berlin 2020.
- M. Schymanietz, J. M. Jonas, K. M. Möslein: Exploring data-driven service innovation—aligning perspectives in research and practice. In: Journal of Business Economics. Band 92, Nr. 7, 2022, S. 1167–1205.